# Renato Parravicini
Renato Parravicini (* 18. Juni 1915 in Neapel; † nach 1967) war ein italienischer Filmschaffender.
Parravicini spielte eine Nebenrolle in Armando Fizzarottis Calamita d'oro und betätigte sich in den folgenden Jahren als Produktionsleiter von etwa einem Dutzend Filmen, die meist im neapolitanischen Milieu angesiedelt waren und für das Publikum des italienischen Südens gedreht wurden. 1967 drehte er seinen einzigen Film als Regisseur, Delitto a Posillipo, in dem Pupetta Maresca eine an ihre eigene Geschichte deutlich angelehnte Figur spielt.

## Filmografie
- 1967: Delitto a Posillipo